# Guterre Mendes
Guterre Mendes (em castelhano: Gutierre Menéndez; ca. 870 – m. 933) foi um nobre e magnata galego.
Filho de Hermenegildo Guterres, conde de Coimbra e de Ermesinda Gatones, filha de Gatón, conde em O Bierzo e de Egilona. Governou como tenente seis condados (conmissa) na Galiza, algumas compartilhadas com seu irmão Arias, por concessão do rei Afonso IV.
Era cunhado do rei da Galiza Ordonho II por ter casado este com a sua irmã, a rainha Elvira Mendes. Era tio do rei da Galiza Sancho Ordonhes e também dos reis Afonso IV e Ramiro II.
O rei Sancho Ordonhes casaria com a sua neta a rainha Goto Moniz filha de Munio Guterres, e Ramiro II com a sua sobrinha a rainha Adosinda Guterres. Exerceu importantes poderes por delegação de Ordonho II e recebeu, entre outras encomendas, a de refundar o Mosteiro de Santo Estevo de Ribas de Sil.
Guterres apoiou os filhos de Ordonho II contra os descendentes de Froila, conseguindo afastar Afonso Froilaz e levar Sancho Ordóñez ao trono da Galiza através da coroação em Santiago de Compostela pelo 6.º bispo de Lugo, Hermenegildo, que exerceu o cargo entre 653 e 656.
Foi também um baluarte do rei Ramiro II que, pouco tempo depois de ser coroado, reconfirma as doações que haviam sido feitas a Guterre Mendes por Afonso III "o Grande" e confirmadas pelo rei da Galiza Sancho Ordóñez. Tratava-se de abundantes bens confiscados ao rebelde Vitiza, penúltimo rei dos Visigodos, que reinou entre 702 e 710.
Ao redor do ano 890 casou com uma das mais importantes aristocratas galegas, Ilduara Eriz ou (Santa Ilduara de Celanova). A união de ambas as famílias significou a criação de um dos maiores patrimónios territoriais do reino da Galiza da alta idade media.
Residiu em terras galegas, e no Condado Portucalense se bem que é em terras da Galiza que se encontram os seus mais importantes bens, onde se destaca Portomarín e especialmente Vila Nova dos Infantes onde se situou a sua casa senhorial, o solar da família.

## Matrimónio e descendência
Casou com Ilduara Eris (m. ca. 958), filha de Ero Fernandes, conde de Lugo, de quem teve:
- Munio Guterres (morto ca. 959/960),[8][5] que casou com sua prima Elvira Árias, filha do conde Árias Mendes[9] e de Ermesenda Gundesíndes. Foram os pais de Goto Moniz, a esposa do rei Sancho Ordonhes.[10]
- Rosendo de Celanova (26 de novembro de 907-1 de março de 977),[5][4] conhecido por Rosendo Guterres ou somente São Rosendo. Foi bispo de Mondonhedo (925-950 e 955-958) e de Santiago de Compostela (968-977) e fundador do Mosteiro de São Salvador de Celanova, onde se retirou,[8] entre outras importantes funções.
- Fruela Guterres (morto ca. 943), conde, esposo de Sarracina e ancestral da Casa de Trava. Sucedeu a seu tio Arias em várias de suas tenências.[5][4]
- Adosinda Guterres (morta depois de 964),[11][5] esposa de Jimeno Díaz. Depois de enviuvar, casou com Ramiro Mendes,[12][13] provavelmente os pais da rainha Velasquita Ramires, esposa do rei Vermudo II.[14]
- Ermesenda Guterres[5][8] (morta depois de 934) foi casada com o conde de Deza, Paio Gonçalves, filho de Gonçalo Afonso Betote e Teresa Eris,[15] os fundadores do Mosteiro de Carboeiro.[16][8]